# 卡米拉·瓦莉娃
卡米拉·瓦萊里耶夫娜·瓦利耶娃（俄语：Ками́ла Вале́рьевна Вали́ева，Kamila Valeryevna Valieva，2006年4月26日—）是俄罗斯女子花样滑冰运动员。她出生於俄罗斯喀山，歐洲花式滑冰錦標賽金牌得主(2022)；其於青年組時期曾獲世界青年錦標賽冠軍 (2020)，青少年大獎總決賽冠軍 (2019-2020賽季)。是第四位女單青年組總分超過200分的選手，是女單第二位跳出後外點冰四周跳的選手，第六位跳出後內跳四周以及繼劉美賢及索菲亞·阿卡特娃之後第三位於自由滑當中同時跳出四周跳及三周半跳的女子單人選手。2024年國際體育仲裁法庭判決卡米拉·瓦莉娃因服用禁藥被判決禁賽4年確定，禁賽自2021年底算起，使得俄羅斯奧委會喪失在2022年北京冬奧贏得的花滑團體賽金牌。

## 花滑生涯

### 早年時期
2006年4月26日卡米拉· 瓦利耶娃出生于俄罗斯喀山。於其幼時，卡米拉·瓦莉娃的母親幫女兒報讀了體操、芭蕾舞及滑冰課程，於5歲之後轉為專攻滑冰。2009年開始於喀山學習滑冰，先后跟隨Marina Kudriavtseva和Igor Lyutikov。2012年6歲時，與家人搬遷到莫斯科，之後加入了SSHOR Moskvich。她直到2018年春季，才加入 Sambo-70，正式拜師於艾特利·圖特別麗澤。

### 2019-2020賽季
卡米拉· 瓦利耶娃 升上青年組後短節目，長節目分別選用了由阿福·佩爾特作曲的鏡中鏡及謬思合唱團的Exogenesis: Symphony第三部。短節目形象是參考了畢卡索於1905年所創作的名畫球上的女孩。瓦莉娃的首次國際亮相是在2019年8月底的法國青少年大獎賽，當時她於短節目的勾手三周跳+後外點冰跳3周跳出現失誤，成績排名第3。其後在自由滑當中，取得138.40，以總分200.71取得國際首勝。接著在俄羅斯青少年大獎賽，短節目以73.56暫列第一，於自由滑當中更嘗試外點冰跳4周跳+後外點冰跳2周跳以及外點冰跳4周跳，長節目及總分均獲得第一名，因而取得大獎賽總決賽資格。2月在義大利都靈大獎賽總決賽，以總分207.47獲得總決賽第一名。2020年3月於愛沙尼亞塔林舉辦的世青赛，以自由滑152.38、總分227.30創青年組女子記錄，赢得冠軍。

### 2020-2021賽季
受到新冠疫情影響，卡米拉·瓦莉娃於本賽季沒有參加任何的國際大賽。只有在俄羅斯花式滑冰第一頻道杯，俄羅斯花式滑冰錦標賽及俄羅斯盃花式滑冰總決賽中亮相。
於俄羅斯花式滑冰錦標賽中，雖然長節目發揮出色，但是仍不敵同門師姐 安娜·謝爾巴科娃。最終以總分254.01獲得第二名。
於2021年2月俄羅斯花式滑冰第一頻道杯，首次成功跳出三周半跳(3A)。以總分269.44，助Red Machine隊伍赢得冠軍。
其後於2月底舉行的俄羅斯盃花式滑冰總決賽，短節目發揮理想, 獲得了88.71，領先同門 Maya Khromykh 超過14分。但於自由滑當中失利，於2個後外點冰四周跳(4T)與後內四周跳(4S)失手, 只有三周半跳(3A)成功落地, 自由滑分數為149.29，綜合分數比Maya Khromykh 高2.31，獲取第一名。

### 2021-2022賽季
以全新短節目《In Memoriam》
難度配置：
3A
3F
CCSp4
3Lz+3T
StSq4
FCSp4 
Lbsp4
(Single ultraC element)
及沿用上一賽季自由滑《波萊羅》迎接奧運賽季
難度配置：
4S
3A
4T+3T
3Lo
FCSP4
ChSq1
4T+1Eu+3S
3F+3T
3Lz
StSq4
FCCsp4
（Quad ultraC element)
於10月在芬蘭盃進行首次國際成人組比賽, 短節目因(3 Axel)跳失誤獲得第三名, 其後在自由滑中, 3 Axel再次出現失誤, 但成功挑戰了(4S),(4T+3T),(4T+1EU+3S), 以長節目174.31, 總分249.24,奪得成人賽首冠。
同月，於大獎賽加拿大站，短節目成功跳出了三周半跳(3 Axel),亦是瓦莉娃第一次於國際大賽中第一次跳出三周半跳(3 Axel), 短節目分數為84.19, 略為領先同為俄羅斯選手的伊莉莎維塔·圖克塔米謝娃 (81.53)2.66分。雖然自由滑三周半跳(3 Axel)翻身，但所有4周跳皆取得GOE正數, 成功獲取成人組第一個大獎賽分站冠軍。自由滑及總分再破世界紀錄，比芬蘭杯總分高出15.84分。
其後，於大獎賽俄羅斯站，憑著出色表現，突破短節目世界及個人紀錄，分數為87.42，在長節目，後半部份雖然只跳出了4T+1EU+2S,但整套自由滑在不減速情況下，皆能順利完成。再次刷新上一站創下的紀錄來到185.29分，總分打破270分。同時亦獲得進入總決賽資格。總分在短節目，女子不能跳四周跳及長節目P分計算分法只下男子單人的80%情況下，總分仍比該站男子單人冠軍莫里西·克维捷拉什维利高出6分以上。亦是繼加布里埃拉·帕帕達吉斯及紀堯姆·西澤龍（冰舞）於2019年大獎賽日本站創下同時保持三項世界紀錄之後，再次有選手同時保持短節目、長節目及總分世界紀錄。是首位女子單人選手於自由滑當中同時滑出3周半以及3個4周，而GOE皆為加分。於賽後, 教練艾特利·圖特別麗澤表示除了暫時會維持本節目難度, 瓦莉娃還在學習新的四周跳。
受到疫情影響, 原來於日本大阪舉行的2021年大獎賽總決賽將會取消。瓦莉娃出席於聖彼得堡舉辦的2021-22賽季俄羅斯花式滑冰錦標賽。俄羅斯花式滑冰錦標賽短節目中, 瓦莉娃第一位上場。短節目發揮理想，分數為90.38。領先第2名選手安娜·謝爾巴科娃超過10分。自由滑再次完美發揮，得分為193.10，總分283.48。繼去年全俄獲得銀牌後，今年再更上一層樓獲得第一名。大幅拋離第2名選手超過30分。同日與2022全俄銀牌得主亞歷山德拉·特魯索娃一同獲得代表俄羅斯2022年冬季奧運會女子單人滑資格。
於塔林出戰2022年歐洲花式滑冰錦標賽，亦是本年度第一項大賽。短節目再度打破自身於大獎賽俄羅斯站所創下的世界紀錄，得分為90.45。除了將紀錄分數推高超過3分外，亦是首位女子花滑選手於短節目獲得超過90分。自由滑中，雖然3A，4T+1EU+3S出現了失誤，中止了終正式比賽上連續14次4周跳GOE為正分的紀錄。最終自由滑分數為168.61，總分數259.06，獲得冠軍，同時選保持今賽季不敗記錄。獲得歐錦賽冠軍後，世界排名由第10位上升至第4位。冬奧團體賽中代表俄羅斯奧委會出賽，於自由滑中4T出現失誤。但仍以178.92獲得第一名，大幅拋離第2位選手超過30分。協助俄羅斯奧委會獲得團體賽金牌。同時亦成為第一位女子單人選手於冬奧跳出4周跳以及同時跳出3周半及4周跳。
2021年12月25日，俄羅斯錦標賽期間瓦莉娃向世界反興奮劑組織提交了一份尿液樣本。 2022年2月8日，國際調查組織（ITA）表示，經過斯德哥爾摩實驗室檢測這份樣本呈陽性，涉及違禁藥物曲美他嗪。雖然這一藥物用於治療心絞痛，但因為其增加耐力和血流效率的效果而被列入禁藥名單。 2月14日，體育仲裁法庭表示，卡米拉·瓦莉娃可以繼續參加2022年北京冬奧會。 在2月18日当晚结束的北京冬奥会女子单人自由滑节目中，瓦利耶娃由于多次失误跌倒，爆冷仅取得了第四名的成绩。由于事前国际奥委会声明如果瓦利耶娃获得奖牌，则不举行颁奖仪式。该成绩也使得花样滑冰女单比赛的颁奖典礼顺利举行。
2022年3月，由於2022年俄羅斯入侵烏克蘭，國際奧林匹克委員會與國際帕拉林匹克委員會宣佈對俄羅斯進行制裁，包括瓦莉娃在內所有的俄羅斯花樣滑冰運動員也因此被禁止參加一切國際賽事，瓦莉娃也因此無緣在巴黎舉行的花樣滑冰世錦賽。之后，瓦莉娃仅参加了2022年俄羅斯花式滑冰第一頻道杯。
於2022年3月25日參加2022年俄羅斯花式滑冰第一頻道杯跳躍賽，他被分到Time of firsts組。在第一跳做出4T，不過落冰失誤，僅獲得8.17分；第二跳選擇困難的組合跳4T+1Eu+3S+1Eu+3S，拿下23.09分；第三跳做出4T+1Eu+3S，拿下19.05分。最後團隊總和輸給Red Machine拿下第二。
緊接著她參加2022年3月26-27日的2022年俄羅斯花式滑冰第一頻道杯團體賽女子項目。在短曲中她的Axel選擇降低難度做了兩周，短曲拿下83.63分，在女子中排名第一。長曲她也降低編排難度，僅排了一個4T，其他動作分別是3F+2T、2A、3Lo、3Lz+1Eu+3S、3F+3T、3Lz，最後長曲表現完美，拿下173.88分排在第二，最後Time of firsts隊總積分以141分輸給Red Machine的145分拿下第二。

### 2022-2023賽季
在新賽季中，她與安娜·謝爾巴科娃、亞歷山德拉·特魯索娃、伊莉莎維塔·圖克塔米謝娃、阿德莉婭·彼得羅相、索菲亞·穆拉維耶娃被選為俄羅斯成人組女子單人選手名單。
在7月3日在社群媒體公布新賽季短曲音樂為《星際效應》電影原聲，9月也公布自由滑《The Truman Show》配樂。
在9月24-25日參加俄羅斯測試賽公開新的節目。短曲她沒有做3A而是保守做2A，其他動作也完美執行，評價甚高。在長曲中她也保守完成所有動作。在長曲結束後他也流下眼淚，因為這賽季的長曲是呼應奧運賽季的心境，包括結束時用肩上的布料遮住頭來表示當時面對外界媒體的心境。此長曲結束後看法兩極，部分粉絲認為卡米拉·瓦莉娃又將長曲提升到新的境界，但也粉絲認為將冬奧的事件拿來表演只會讓他更走不出來。
由於烏俄戰爭導致俄羅斯花式滑冰運動員暫時無法參加國際賽事，卡米拉·瓦莉娃參加俄羅斯國內大獎賽取代以往國際的大獎賽。在第一站中，短曲發揮完美拿下83.92分佔據第一；長曲在第一跳嘗試做4T，不過摔倒，其他部分都順利完成，長曲拿下160.74落後於索菲亞·阿卡特娃，但總分還是以244.66分拿下第一，獲得18分積分。事後採訪中有被問到為何最近拋棄高難度動作，她表示之前受傷未痊癒，加上現在體型不像從前，跳躍需要更用力，目前4T已經能完成了，而3A要再一段時間才會恢復訓練。
在第三站中短曲發揮完美拿下83.30分佔據第一；長曲同樣嘗試做4T，不過也摔倒，拿下158.42分，再次獲得18分積分，總分241.72分拿下第一。兩個分站總積分加總為滿分36分，獲得總決賽門票。
卡米拉禁藥事件中，Evan Bates和陳巍批評此審查缺乏透明度，也成了冬奧團體賽獎牌的不當延遲。儘管2022年俄羅斯入侵烏克蘭，因此被禁止參加國際滑冰賽事，但最近在俄羅斯大獎賽舉行時，卡米拉還是繼續在俄羅斯境內參加比賽，沒有受到RUSADA俄羅斯反禁藥組織的阻礙。11月中旬，因為RUSADA（俄羅斯反禁藥組織）沒有在WADA（世界反興奮劑組織）規定的 11 月 4 日最後期限前就卡米拉的案件作出裁決，因此WADA要求CAS（國際運動仲裁庭）著眼於對 Valieva 進行 4 年禁賽，這將使她無法參加下一屆冬季奧運會，並取消她在之前的北京奧運會的成績與剝奪冬奧團體賽俄羅斯的獎牌。
在12月4日，她參加了俄羅斯花式滑冰跳躍大賽。在團體賽中使用了兩個4T，其中一跳完美落冰，另一跳出現小失誤，最後團體賽艾特利·圖特別麗澤隊拿下12分的積分排名第二；在個人項目中，也都使用4T，且所有跳都成功，憑藉著高質量的跳躍從第一階段、第二階段與第三階段（冠亞軍爭奪戰）中拿下第一。
在12月20-25日全俄賽中，短曲原本預計跳三周半跳，但不幸開花變成一周半，最後短曲只拿下76.61分排在第四；長曲中他跳了4T+2A+SEQ與4T單跳，雖然在節目後半段3F開花成兩周，但依然以170.71分排在第一，可惜總分以247.32分輸給索菲亞·阿卡特娃。
2023年1月13日，RUSADA因卡米拉是在2022年全俄賽長曲前被驗出藥檢陽性，所以長曲與總分都被取消，也剝奪了2022年全俄賽金牌（亞歷山德拉·特魯索娃晉級為第一，安娜·謝爾巴科娃為第二，阿德莉婭·彼得羅相為第三）。而她在北冬奧中，是有通過藥檢的，因此2022年2月俄羅斯隊贏得北京奧運會團體賽的金牌是被認可為有效。WADA 表示將會繼續向CAS提出要求，以審查RUSADA關於藥檢呈陽性的決定。
在1月21-22日第一頻道中，由於卡米拉在之前生病後準備時間不足而退賽，由索菲亞·薩莫德金娜替補上場，不過卡米拉依然擔任Not Gonna Get Us隊的隊長職位，最終團隊拿下第二名。
由於她在國內的大獎賽兩個分站總積分加總為滿分36分，因此他有資格參加在3月3日-5日總決賽。在短曲中，她嘗試跳了3A，雖然週數足夠，但因軸心偏移，導致內刃落兵而跌倒，不過其餘動作都完美執行，因此拿下了78.97分落後於阿德莉婭·彼得羅相與伊莉莎維塔·圖克塔米謝娃排在第三；長曲中開場完成了兩個四周跳（4T+2A+SEQ與4T單跳），第三跳3Lo落冰有一點不穩，後半段中，原本要執行3Lz+3T，但第一跳圈數不足因此跌倒，3F+1Eu+3S第一跳也不足圈被打q的符號，最後一跳3Lz後面補了前面沒接上的T，不過圈數只做了兩周，最後長曲成績162.79排名第三，總分241.76分落後於阿德莉婭·彼得羅相，拿下總決賽的銀牌。賽後卡米拉也表示自己長曲後半段體力明顯不足而無法完美發揮。
3月18日卡米拉參加了俄羅斯花式滑冰挑戰杯的娛樂比賽，原本她在先前部的表演曲目為《在玻璃上跳舞》（Танцы на стёклах），但後來正式表演時改成《Athena》，表演內容主要是祈雨的故事。最後技術分8.58分，藝術分9.25分，最後總和為17.83分，雖然在評審評分排名僅第10名，但在觀眾投票中獲得了29.28%排在女子中的第一名。

### 2023-2024賽季
在9月16-17日參加俄羅斯測試賽公開新的節目。這次他想嘗試與以往不同的新風格，短曲使用I See Red的曲目，長曲使用電影黑豹的組曲。在短曲中由於受傷尚未恢復，因此跳躍編排較為保守，將連跳放入前半段，表演後大獲好評；在長曲沒有跳4周跳，且將連跳放入前半段的保守編排，不過結束後有些粉絲表示曲子的剪輯太過破碎有些失望。
俄羅斯大獎賽卡米拉被分配到第四站和第六站。
11月10日，國際體育仲裁法庭(CAS)宣布卡米拉·瓦莉娃涉嫌服用禁藥的案件預計將於2024年1月下旬做出最終決定。
11月11-12日第四站中短曲發揮完美拿下81.09分佔據第一；長曲她嘗試做4T不過摔倒，且曲目後半段的編排步伐的其中一個動作疑似不穩，因此被判為摔倒，讓總分被扣兩分，且教練團隊在編排動作時犯了錯誤，長曲規定連續跳躍最多只能做一組，但卡米拉的編排為3F+2A+SEQ以及3Lz+3T+2A+SEQ兩組，因此後者連續跳3T+2A+SEQ後面加了REP被判為無效沒有分數，且Lz基礎分也被打七折，最後長曲僅拿下拿下132.50分，總分213.59分排名第四，這也是她奧運之後第一次沒站上頒獎台。
11月25-26日第六站中短曲發揮完美拿下81.27分佔據第一；長曲她換了裙裝，一開始嘗試做4T不過摔倒，最後一跳3Lz也因體力不佳摔倒，讓總分被扣兩分，最後長曲拿下拿下144.95分，總分226.22分排名第一。
在兩個分站分別拿下12及18分積分，加總為30分，獲得總決賽和全俄賽門票。
在12月20-24日全俄賽中，短曲依然發揮完美拿下81.85分佔據第一；長曲前的六分鐘練習中，她跳出了4T+2A+2A+SEQ的連續跳，不過正式表演時嘗試做4T但摔倒，最後一跳原本預計做3Lz，但由於體力，因此臨時改為她較為拿手的3T，最後長曲拿下拿下156.14分，總分237.99分，落後於阿德莉婭·彼得羅相和索菲亞·穆拉維耶娃排名第三。事後採訪時她表示自己對於4周跳其實並沒有甚麼障礙，現在最大的問題是由於發育導致的身高及體重增長（尤其是身高），讓她體力不太夠短時間支撐很多跳躍，因此長曲表演到後半段體力都不太足夠。
2024年1月19日跳躍大賽前，他表示由於身體因素，因此退出跳躍大賽。
2024年1月29日,國際體育仲裁法庭（CAS）宣布卡米拉·瓦莉娃涉嫌服用禁藥的案件將被處分禁賽花滑運動員4年的資格，禁賽期從2021年12月25日檢驗出體內含有曲美他嗪的藥物開始計算。此外卡米拉從2021年12月25日開始之後的所有競爭成績均取消（包括取消任何比賽成績、獎牌、頭銜紀錄和獎金等等）。因此包括他在2022年歐錦賽的第一名及短曲世界紀錄、2022年冬奧的成績還有其他國內比賽成績均被取消。此案已定案，但可以上訴。對此結果許多人表示不滿以及可惜，例如前俄羅斯運動員叶夫根尼娅·梅德韦杰娃在得知判決時，在社群網站表示：「卡米拉在得知結果時非常恐慌及不知所措，這不像是一個本來就犯錯被處罰時的表現，且服用禁藥對花式滑冰又沒有幫助，不會有人隨便食用，而這樣的判決是讓她追逐一生的夢想破滅，最後也表示祝福她希望他永遠保持笑容」。有些人認為這樣的處決是因為牽扯政治因素。不過也有人表示這樣的處分才是公平的。

## 技術
在跳躍時，她常使用 Rippon (在跳躍時把雙手舉起，由 Adam Rippon 發明)的元素。她也能跳出高難度的阿克薩爾三周半跳(3A)、後外點冰四周跳(4T)與後內四周跳(4S)，甚至加入Rippon在高難度跳躍中，此外，她也能做出4T+3T, 4T+1EU+3S的組合跳躍。為了可以爭取更高分數，會將組合跳躍擺在節目後半部份 (基本分數X1.1) 。旋轉時，以驚人的柔軟度作為招牌。其贝尔曼旋转尤为让人印象深刻。

## 動作編排
| 賽季    | 短曲 | 長曲 | 備註                             |
| ------- | --- | --- | -------------------------------- |
| 2023–24 | - 2 Axel - 3 Flip - Fly Camel Spin - 3 Lutz + 3 Toeloop - Ch Combo Spin - Step Sequence - Layback Spin        | - 4 Toeloop - 3 Flip + 2 Toeloop - 3 Loop - 3 Salchow - Fly Camel Spin - Step Sequence - 3 Lutz + 3 Toeloop - 3 Flip + 2 Axel + 2 Axel + SEQ - 3 Toeloop - Fly Ch Combo Spin - Choreo Sequence 1 - Ch Combo Spin | - 長曲僅列出成績最好的編排       |
| 2022–23 | - 2 Axel/3 Axel - 3 Flip - Ch Combo Spin - 3 Lutz + 3 Toeloop - Step Sequence - Fly Camel Spin - Layback Spin | - 4 Toeloop + 2 Axel + SEQ - 4 Toeloop - 3 Loop - 2 Axel - Fly Camel Spin - Step Sequence - 3 Lutz + 3 Toeloop - 3 Flip + 1 Euler + 3 Salchow - 3 Lutz - Fly Ch Combo Spin - Choreo Sequence 1 - Ch Combo Spin   | - 長曲僅列出成績最好的編排       |
| 2021–22 | - 3 Axel - 3 Flip - Ch Combo Spin - 3 Lutz + 3 Toeloop - Step Sequence - Fly Camel Spin - Layback Spin        | - 4 Salchow - 3 Axel - 4 Toeloop + 3 Toeloop - 3 Loop - Fly Camel Spin - Choreo Sequence 1 - 4 Toeloop + 1 Euler + 2 Salchow - 3 Flip + 3 Toeloop - 3 Lutz - Step Sequence - Fly Ch Combo Spin - Ch Combo Spin   | - 長曲僅列出成績最好的編排       |
| 2020–21 | - 3 Axel - 3 Flip - Ch Combo Spin - 3 Lutz + 3 Toeloop - Fly Camel Spin - Step Sequence - Layback Spin        | - 3 Axel - 4 Toeloop + 2 Toeloop - 4 Toeloop - 3 Loop - Fly Camel Spin - Choreo Sequence 1 - 3 Lutz + 3 Toeloop - 3 Flip + 1 Euler + 3 Salchow - 3 Lutz - Step Sequence - Fly Ch Combo Spin - Ch Combo Spin      | - 短曲和長曲僅列出成績最好的編排 |
| 2019–20 | - 2 Axel - 3 loop - Fly Sit Spin - 3 Lutz + 3 Toeloop - Ch Combo Spin - Step Sequence - Layback Spin          | - 4 Toeloop + 2 Toeloop - 4 Toeloop - 3 Loop - 2 Axel - Fly Camel Spin - Step Sequence - 3 Lutz + 3 Toeloop - 3 Flip + 1 Euler + 3 Salchow - 3 Lutz - Fly Ch Combo Spin - Ch Combo Spin                          | - 長曲僅列出成績最好的編排       |
| 2018–19 | - 3 Flip - 2 Axel - Fly Camel Spin - 3 Lutz + 3 Toeloop - Ch Combo Spin - Step Sequence - Layback Spin        | - 2 Axel - 3 Lutz + 2 Toeloop - 3 Loop - 2 Axel - Ch Combo Spin - 3 Lutz + 3 Toeloop - 3 Flip + 1 Euler + 3 Salchow - 3 Lutz - Fly Camel Spin - Step Sequence - Fly Ch Combo Spin                                |                                  |

## 歷年節目
| 賽季      | 短曲項目                                                                                             | 長曲項目 | 表演項目                                                                               |
| --------- | --- | --- | -------------------------------------------------------------------------------------- |
| 2023–2024 | - I See Red by Everybody Loves An Outlaw 由Daniil Gleikhengauz編舞                                   | - Wakanda by Ludwig Göransson ft. Baaba Maal - Lift Me Up by 蕾哈娜 - 黑豹 由Daniil Gleikhengauz編舞                                                      |                                                                                        |
| 2022–2023 | 星際效應 - Cornfield Chase - Tick-Tock (星際效應：電影原聲帶) by 漢斯·季默 由Daniil Gleikhengauz編舞 | - Low Mist Variation 1 (Day 5) by Ludovico Einaudi - The Truman Show by 菲利普·葛拉斯 - Obscura by Power-Haus、Christian Reindl 由Daniil Gleikhengauz編舞 | 星期三 - Main Title by 丹尼·葉夫曼 - Goo Goo Muck by The Cramps - 血腥瑪麗 by 女神卡卡 |
| 2021–2022 | - In Memoriam by Kirill Richter 由Daniil Gleikhengauz編舞                                            | - 波麗露 by 莫里斯·拉威爾 由Daniil Gleikhengauz編舞 | - Shutting Down Grace's Lab (阿凡達：電影原聲帶) by James Horner                       |
| 2020–2021 | - 風暴 by 艾瑞克·拉德福德 由Daniil Gleikhengauz編舞                                                  | - 波麗露 by 莫里斯·拉威爾 由Daniil Gleikhengauz編舞 | - Exogenesis: Symphony Part 3 (Redemption) by 謬思合唱團 由Daniil Gleikhengauz編舞     |
| 2019–2020 | - Spiegel im Spiegel by 阿福·佩爾特 - Allerdale Hall by Fernando Velázquez                           | - Exogenesis: Symphony Part 3 (Redemption) by 謬思合唱團                                                                                                  | - Adagio of Spartacus and Phrygia by 阿拉姆·哈恰圖良                                   |
| 2018–2019 | - Spiegel im Spiegel by 阿福·佩爾特 - Allerdale Hall by Fernando Velázquez                           | - Adagio of Spartacus and Phrygia by 阿拉姆·哈恰圖良 | - Spiegel im Spiegel by 阿福·佩爾特 - Allerdale Hall by Fernando Velázquez             |

## 主要成績
| 國際賽                                                                                           | 國際賽 | 國際賽      | 國際賽      | 國際賽   | 國際賽 |
| 賽事                                                                                             | 19–20  | 20–21       | 21–22       | 22–23    | 23–24  |
| ------------------------------------------------------------------------------------------------ | ------ | ----------- | ----------- | -------- | ------ |
| 北京冬季奥运会                                                                                   |        |             | 4th DSQ     |          |        |
| 歐洲花式滑冰錦標賽                                                                               |        |             | 1st DSQ     |          |        |
| GP 總決賽                                                                                        |        |             | C           |          |        |
| GP 俄羅斯站                                                                                      |        |             | 1st         |          |        |
| GP 加拿大站                                                                                      |        |             | 1st         |          |        |
| CS 芬蘭杯                                                                                        |        |             | 1st         |          |        |
| 國際賽:青少年                                                                                    |        |             |             |          |        |
| 世青賽                                                                                           | 1st    |             |             |          |        |
| JGP 總決賽                                                                                       | 1st    |             |             |          |        |
| JGP 法國站                                                                                       | 1st    |             |             |          |        |
| JGP 俄羅斯站                                                                                     | 1st    |             |             |          |        |
| 國內賽                                                                                           |        |             |             |          |        |
| 全俄賽                                                                                           |        | 2nd         | 1st DSQ     | 2nd      | 3rd    |
| 全青俄                                                                                           | 1st    |             |             |          |        |
| 俄羅斯大獎賽總決賽                                                                               |        |             |             | 2nd      |        |
| 俄羅斯盃花式滑冰總決賽                                                                           |        | 1st         |             |          |        |
| 俄羅斯大獎賽第一站                                                                               |        |             |             | 1st      |        |
| 俄羅斯大獎賽第三站                                                                               |        |             |             | 1st      |        |
| 俄羅斯大獎賽第四站                                                                               |        |             |             |          | 4th    |
| 俄羅斯大獎賽第六站                                                                               |        |             |             |          | 1st    |
| 俄羅斯盃系列賽第二階段                                                                           |        | 2nd         |             |          |        |
| 俄羅斯盃系列賽第五階段                                                                           |        | 1st         |             |          |        |
| 團體賽                                                                                           |        |             |             |          |        |
| 北京冬奧會                                                                                       |        |             | 1st DSQ     |          |        |
| 國內團體賽                                                                                       |        |             |             |          |        |
| 第一頻道杯                                                                                       |        | 1st T 1st P | 2nd T 2nd P | 2nd T WD |        |
| TBD = 待定; C = 比賽取消舉辦; DSQ = 成績取消; WD = 退賽; T = 隊伍; P = 個人. 只於團體賽頒發獎項. |        |             |             |          |        |

## 比賽結果明細
- 俄羅斯花式滑冰測試賽僅為國內公開新賽季表演與審視的節目，並未有分數。
- T代表團體賽。
- WD代表退賽。
- DSQ代表成績被取消。

| 2023–24 賽季            |                                          |               |                         |                                |                                               |
| 比賽日期                | 賽事名稱                                 | 單位          | SP                      | FS                             | 總分                                          |
| 2024年1月19日-1月21日   | 2024年俄羅斯花式滑冰跳躍大賽             | 成人組 國內賽 | WD                      | WD                             | WD                                            |
| 2023年12月20日-12月24日 | 2024年俄羅斯花式滑冰錦標賽               | 成人組 國內賽 | 1 81.85 43.15+38.70     | 3 156.14 81.14+76.00-1.00      | 3 237.99                                      |
| 2023年11月25日-11月26日 | 2023年俄羅斯花式滑冰大獎賽第六站         | 成人組 國內賽 | 1 81.27 42.96+38.31     | 1 144.95 77.27+69.68-2.00      | 1 226.22                                      |
| 2023年11月11日-11月12日 | 2023年俄羅斯花式滑冰大獎賽第四站         | 成人組 國內賽 | 1 81.09 42.85+38.24     | 4 132.50 64.42+70.08-2.00      | 4 213.59                                      |
| 2023年9月16日-9月17日   | 2022年俄羅斯花式滑冰測試賽               | 成人組 國內賽 | -                       | -                              | -                                             |
| 2022–23 賽季            |                                          |               |                         |                                |                                               |
| 比賽日期                | 賽事名稱                                 | 單位          | SP                      | FS                             | 總分                                          |
| 2023年3月18日           | 2023年俄羅斯花式滑冰挑戰杯               | 成人組 國內賽 | -                       | -                              | 表演分數 10 17.83 8.58+9.25 觀眾投票 1 29.28% |
| 2023年3月3日-3月5日     | 2023年俄羅斯花式滑冰大獎賽總決賽         | 成人組 國內賽 | 3 78.97 42.60+37.37-1   | 3 162.79 87.82+75.97-1         | 2 241.76                                      |
| 2023年1月21日-1月22日   | 2023年俄羅斯花式滑冰第一頻道杯           | 成人組 國內賽 | WD                      | WD                             | 2T 2275.47T                                   |
| 2022年12月20日-12月25日 | 2023年俄羅斯花式滑冰錦標賽               | 成人組 國內賽 | 4 76.61 38.84+37.77     | 1 170.71 93.27+77.44           | 2 247.32                                      |
| 2022年12月4日           | 2022年俄羅斯花式滑冰跳躍大賽（個人項目） | 成人組 國內賽 | 第一階段 1 23.43        | 第二階段 1 27.55               | 第三階段 1 27.55 1                            |
| 2022年12月4日           | 2022年俄羅斯花式滑冰跳躍大賽（團體項目） | 成人組 國內賽 | 第一跳 13.30            | 第二跳 13.62                   | 2T 12T                                        |
| 2022年11月4日-11月6日   | 2022年俄羅斯花式滑冰大獎賽第三站         | 成人組 國內賽 | 1 83.30 44.40+38.90     | 1 158.42 83.31+76.11-1.00      | 1 241.72                                      |
| 2022年10月22日-10月23日 | 2022年俄羅斯花式滑冰大獎賽第一站         | 成人組 國內賽 | 1 83.92 45.15+38.77     | 2 160.74 85.63+76.11-1.00      | 1 244.66                                      |
| 2022年9月24日-9月25日   | 2022年俄羅斯花式滑冰測試賽               | 成人組 國內賽 | -                       | -                              | -                                             |
| 2021–22 賽季            |                                          |               |                         |                                |                                               |
| 比賽日期                | 賽事名稱                                 | 單位          | SP                      | FS                             | 總分                                          |
| 2022年3月26日-3月27日   | 2022年俄羅斯花式滑冰第一頻道杯           | 成人組 國內賽 | 1 83.63 44.47+39.16     | 2 173.88 95.08+78.80           | 2T 141T                                       |
| 2022年3月25日           | 2022年俄羅斯花式滑冰第一頻道杯(跳躍項目) | 成人組 國內賽 | 第一跳 8.17             | 第二跳 23.09                   | 第三跳 19.05 2T                               |
| 2022月2月12日-2月17日   | 2022年冬季奧運會（女子個人）             | 成人組 國際賽 | 1 DSQ 82.16 44.51+37.65 | 5 DSQ 141.93 73.31+70.62 -2.00 | 4 DSQ 224.09                                  |
| 2022年2月4日-2月7日     | 2022年冬季奧運會（團體賽）               | 成人組 國際賽 | 1 DSQ 90.18 51.67+38.51 | 1 DSQ 178.92 105.25+74.67-1.00 | 1T / 1P DSQ                                   |
| 2022年1月10日-1月16日   | 2022年歐洲花式滑冰錦標賽                 | 成人組 國際賽 | 1 DSQ 90.45 51.73+38.72 | 1 DSQ 168.61 94.58+75.03 -1.00 | 1 DSQ 259.06                                  |
| 2021年12月21日-12月26日 | 2022年俄羅斯花式滑冰錦標賽               | 成人組 國內賽 | 1 90.38 51.49+38.89     | 1 DSQ 193.10 113.90+79.20      | 1 DSQ 283.48 90.38                            |
| 2021年11月26日-11月28日 | 2021 GP 俄羅斯站                         | 成人組 國際賽 | 1 87.42 49.97+37.45     | 1 185.29 109.02+76.27          | 1 272.71                                      |
| 2021年10月29日-10月31日 | 2021 GP 加拿大站                         | 成人組 國際賽 | 1 84.19 48.04+36.15     | 1 180.89 106.15+74.74          | 1 265.08                                      |
| 2021年10月7日-10月10日  | 2021 芬蘭杯                              | 成人組 國際賽 | 3 74.93 40.62+35.31-1   | 1 174.31 102.89+72.42-1        | 1 249.24                                      |
| 2021年9月11日-9月12日   | 2021年俄羅斯花式滑冰測試賽               | 成人組 國內賽 | -                       | -                              | -                                             |
| 2019–20 賽季            |                                          |               |                         |                                |                                               |
| 比賽日期                | 賽事名稱                                 | 等級          | SP                      | FS                             | 總分                                          |
| 2021年2月27日-3月2日    | 2021年俄羅斯盃花式滑冰總決賽             | 成人組 國內賽 | 1 88.71 50.59+38.12     | 3 149.29 79.29+72.00-2         | 1 238.00                                      |
| 2021年2月5日-7日        | 2021年俄羅斯花式滑冰第一頻道杯           | 成人組 國內賽 | 1 90.25 51.53+38.72     | 1 179.19 101.86+77.33          | 1T 2634.95T                                   |
| 2021年2月5-7日          | 2021年俄羅斯花式滑冰第一頻道杯(跳躍項目) | 成人組 國內賽 | 第一跳 16.10            | 第二跳 15.50                   | 第三跳 28.70 1T 246.30T                       |
| 2020年12月23日-27日     | 2021年俄羅斯花式滑冰錦標賽               | 成人組 國內賽 | 2 79.99 43.45+37.54-1   | 2 174.02 97.70+76.32           | 2 254.01                                      |
| 2020年12月5日-13日      | 2020年俄羅斯盃系列賽第五階段             | 成人組 國內賽 | 1 86.20 49.24+36.96     | 1 168.66 95.34+74.32-1         | 1 254.86                                      |
| 2020年10月10日-13日     | 2020年俄羅斯盃系列賽第二階段             | 成人組 國內賽 | 1 85.10 47.90+37.20     | 3 148.60 78.52+72.08-2         | 2 233.70                                      |
| 2020年9月11日-9月12日   | 2020年俄羅斯花式滑冰測試賽               | 成人組 國內賽 | -                       | -                              | -                                             |
| 2019–20 賽季            |                                          |               |                         |                                |                                               |
| 比賽日期                | 賽事名稱                                 | 等級          | SP                      | FS                             | 總分                                          |
| 2020年3月2日-8日        | 2020年世界青年花式滑冰錦標賽             | 青年組 國際賽 | 1 74.92 42.52+32.40     | 1 152.38 85.88+66.50           | 1 227.30                                      |
| 2020年2月4日-8日        | 2020年俄羅斯青年花式滑冰錦標賽           | 青年組 國內賽 | 1 78.50 43.64+34.86     | 1 159.67 88.35+71.32           | 1 238.17                                      |
| 2019年12月5日-8日       | 2019-20 JGP 青年總決賽                   | 青年組 國際賽 | 4 69.02 38.28+30.74     | 1 138.45 75.87+62.58           | 1 207.47                                      |
| 2019年9月11日-14日      | 2019 JGP 俄羅斯站                        | 青年組 國際賽 | 1 73.56 41.78+31.78     | 1 148.39 83.96+65.43-1         | 1 221.95                                      |
| 2019年8月21日-24日      | 2019 JGP 法國站                          | 青年組 國際賽 | 3 62.31 32.39+30.92-1   | 1 138.40 76.84+62.56-1         | 1 200.71                                      |
| 2019年8月1日-8月2日     | 2019年俄羅斯青年花式滑冰測試賽           | 青年組 國內賽 | -                       | -                              | -                                             |
| 2018–19 賽季            |                                          |               |                         |                                |                                               |
| 比賽日期                | 賽事名稱                                 | 等級          | SP                      | FS                             | 總分                                          |
| 2019年1月31日-2月4日    | 2019年俄羅斯青年花式滑冰錦標賽           | 青年組 國內賽 | WD                      | WD                             | WD                                            |

## 世界紀錄分數與成就

### 世界記錄
卡米拉·瓦莉娃打破了七次女子個人花式滑冰世界紀錄。
| 女子短節目     | 女子短節目 | 女子短節目               | 女子短節目                                                                                   |
| 日期           | 分數       | Event                    | Note                                                                                         |
| -------------- | ---------- | ------------------------ | -------------------------------------------------------------------------------------------- |
| 2022年1月13日  | 90.45      | 2022年歐洲花式滑冰錦標賽 | 原為成為第一位於短節目突破90分的女子單人滑選手，但因禁藥被處分取消成績。                     |
| 2021年11月26日 | 87.42      | 2021大獎賽俄羅斯站       | 打破由阿廖娜·科斯托娜婭 於2019年12月大獎賽總決賽創下85.45短節目紀錄。                        |
| 女子總分       |            |                          |                                                                                              |
| Date           | Score      | Event                    | Note                                                                                         |
| 2021年11月27日 | 272.71     | 2021大獎賽俄羅斯站       | 成為第一位於總分突破270分的女子單人滑選手。                                                  |
| 2021年10月30日 | 265.08     | 2021大獎賽加拿大站       | 相隔21日, 打破了於2021CS芬蘭杯自身創下紀錄, 成為第一位於總分突破250, 260分的女子單人滑選手。 |
| 2021年10月10日 | 249.24     | 2021 CS芬蘭杯            | 打破由阿廖娜·科斯托娜婭於2019年12月大獎賽總決賽創下247.59總分紀錄。                          |
| 女子自由滑     |            |                          |                                                                                              |
| Date           | Score      | Event                    | Note                                                                                         |
| 2021年11月27日 | 185.29     | 2021大獎賽俄羅斯站       |                                                                                              |
| 2021年10月29日 | 180.89     | 2021大獎賽加拿大站       | 成為第一位於自由滑中分數突破180分的女子單人滑選手。                                          |
| 2021年10月10日 | 174.31     | 2021 CS芬蘭杯            | 打破由亞歷山德拉·特魯索娃於2019大獎賽加拿大站所保持的166.62長節目紀錄。                      |

### 青少年世界紀錄
卡米拉·瓦莉娃二次突破了青少年女子個人花式滑冰世界紀錄。
| 青少年女子總分   | 青少年女子總分 | 青少年女子總分               | 青少年女子總分                     |
| 日期             | 分數           | Event                        | Note                               |
| ---------------- | -------------- | ---------------------------- | ---------------------------------- |
| 2020年3月7日     | 227.30         | 2020年世界青年花式滑冰錦標賽 | 2021年9月18日被Sofia Akateva打破。 |
| 青少年女子自由滑 |                |                              |                                    |
| Date             | Score          | Event                        | Note                               |
| 2020年3月7日     | 152.38         | 2020年世界青年花式滑冰錦標賽 | 2021年9月18日被Sofia Akateva打破。 |